# Kumba Ialá
Kumba Ialá (1953. március 15. – 2014. április 4.) bissau-guineai politikus, 2000 és 2003 között Bissau-Guinea elnöke. 2003. szeptember 14-én katonai puccs mozdította el a hatalomból. Külföldön is ismert védjegyévé vált vörös színű gyapjúból készült sapkája, amelyet szinte állandó jelleggel hordott.

## Ifjúkora
Ialá gazdálkodó családba született a Cacheu régióbeli Bulában 1953. március 15-én. Fiatalkorában csatlakozott a Portugál Guinea függetlenségéért küzdő PAIGC katonai szárnyához. Később teológiát majd filozófiát tanult a lisszaboni Portugáliai Katolikus Egyetemen. Ialá jogot hallgatott Bissauban. A portugál nyelven túl Ialá beszélte a portugál alapú Kreolt, ezentúl spanyolul, franciául és angolul beszélt, de tudott olvasni latinul, ógörögül és héberül is. Tanulmányai befejeztével filozófiatanárként helyezkedett el.

## Politikai pályafutása
Az 1917-es októberi orosz forradalom 70. évfordulójának alkalmából megrendezett moszkvai ünnepségeken a PAIGC delegációjának vezetőjeként vett részt, ám két évvel később, 1989-ben kizárták a pártból, amiért a demokratikus reformok kiterjesztését sürgette. 1991 márciusában Rafael Barbosával együtt részt vett a Demokratikus Szociális Front (FDS) megalapításában. A kialakuló nézeteltérések miatt azonban Ialá hamarosan elhagyta a pártot, hogy megalakítsa saját szervezetét Társadalmi Megújulás Pártja (PRS) néven 1992. január 14-én.
Bissau-Guineában az első többpárti államfői választásokra 1994. július 3-án került sor. A PAIGC jelöltje, a hivatalban lévő elnök João Bernardo Vieira 46,20%-os eredménnyel első lett. A második helyet Ialá szerezte meg a szavazatok 21,88%-ával. Mivel egy induló sem érte el az 50%-os küszöböt, így második forduló megtartására került sor augusztus 7-én. Az összes ellenzéki párt Ialá mögé sorakozott fel, ennek ellenére Vieira a szavazatok 52,02%-ával az elnöki pozícióban maradt. Habár a választást a nemzetközi közösség és a helyszínen tartózkodó megfigyelők szabadnak és tisztességesnek nyilvánították, Ialá megkérdőjelezte az eredményt azt állítva, hogy támogatóit a karhatalom megfélemlítette. A Legfelsőbb Bíróság visszautasította az állításait és érvényesnek fogadta el a választást. Ialá augusztus 20-án végül szintén elismerte vereségét, de leszögezte, hogy pártja, a PRS a kormányban nem fog részt venni, ellenzékben marad.
Egy rövid, de annál véresebb polgárháború után a felkelők elűzték Vieira elnököt 1999 májusában. Az Ansumane Mané-vezette katonai junta egy átmeneti kormányt állított fel Malam Bacai Sanhá (PAIGC) vezetésével. Az elnökválasztás 1999. november 28-án megtartott első fordulójában általános meglepetésre Ialá végzett az első helyen a szavazatok 38,81%-át megszerezve, míg a katonai junta által is támogatott kormánypárt jelöltje, Sanhá csak 23,37%-ot kapott. Ialát nem sokkal később, december 29-én magas vérnyomás miatt kórházban kezelték. A második forduló kampányának kezdete előtt, december 30-án Lisszabonba gyógykezelésre utazott, ahonnan a következő év elején tért vissza, s 2000. január 9-én megkezdte országjáró kampányát. Egy sajtótájékoztatón Ialá azt nyilatkozta, hogy jó egészségnek örvend és készen állt a televíziós vitára Sanhá ellen. A második fordulót 2000. január 16-án tartották meg, ahol Ialá a szavazatok 72%-ával győzedelmeskedett, ezzel megtörve a PAIGC több évtizedes egyeduralmát. Elnöki mandátumát február 17-én kezdte meg. Ialá 2000 májusában formálisan lemondott a PRS pártelnöki pozíciójáról, de befolyása a szervezeten belül mindvégig töretlen maradt.

### Elnöksége
Kumba Ialá elnökségét az állandó konfliktushelyzet jellemezte. Terminusa alatt menesztették az előző kormányok alatt működő minisztereket és magas rangú hivatalnokokat. A kormány gazdasági intézkedései, reformtervezetei aggodalmakat szültek a nemzetközi közösségen belül, az országban állandósultak a sztrájkok és a Nemzetközi Valutaalap (IMF) is felfüggesztette támogatását. Ialá viszonya a Vieira elnököt elmozdító katonai puccs vezetőjével, Ansumane Mané tábornokkal konfliktusokkal terhelt volt. 2000 novemberében Ialá kísérletet tett több katonatiszt előléptetésére, amelyet Mané, akit előzőleg az elnök nem kérdezett meg, a katonaság belügyeibe avatkozó durva lépésként értékelt. Mané magát tartotta a fegyveres erők parancsnokának, ezért Ialá előléptetéseit visszavonta, házi őrizet alá helyezte Veríssimo Correia Seabra vezérkari főnököt és helyettesét, és saját emberét ültette a pozícióba Buota Nan Batcha tábornok személyében. Mané a junta feloszlatásáról nem vett tudomást, azt továbbra is működtette, így gyakorlatilag Ialá elnöksége mellett létezett még egy hatalmi központ ezekben az időkben. A Seabrához és a hozzá hű erők között összecsapások robbantak ki november 23-án, amelynek következtében Mané elmenekült, de egy héttel később tűzpárbajban életét veszítette.
2001-ben a parlament új alkotmányt fogadott el. Ialá nem élt alkotmányos vétójogával, de az alaptörvény szövegét nem is írta alá, helyette az elnöki jogkör bővítését illetően módosításokat javasolva visszaküldte azt a parlamentnek megvitatásra. 2001. december elején a kormány állítása szerint a rendfenntartó erők sikeresen megakadályoztak egy, az elnök ellen készülő puccskísérletet. Az ellenzék megkérdőjelezte a jelentés hitelességét. Ialá elnöksége második szakaszában az Amnesty International országjelentése szerint számos ellenzéki képviselő került őrizetbe, anélkül, hogy konkrét vádak megfogalmazódtak volna. 2002 júniusában azzal vádolta meg Gambiát, hogy lázadást szít Bissau-Guinea kormánya ellen; a gambiai külügyminisztérium ezt tagadta. Ialá egy beszédében még hadüzenettel is megfenyegette Yahya Jammeh kormányát. Ialá 2002 novemberében feloszlatta a parlamentet, Mário Pirest ügyvezető miniszterelnökké nevezte ki, végül 2003 februárjára előrehozott választásokat írt ki. A parlamenti választást azonban újra és újra elhalasztották, először áprilisra, majd júniusra, végül októberre. Egyes vádak szerint Ialá ezzel gyakorlatilag kiiktatta a parlamentet, mint törvényhozó hatalmi ágat.

#### Bukása
2003. szeptember 12-én a választási bizottság bejelentette, hogy képtelennek bizonyult határidőre teljesíteni a választásra jogosultak összeírását az október 12-re tervezett választásokra. A stagnáló gazdaság, a politikai instabilitás és a hadsereg körében tapasztalható kifizetetlen zsold miatti elégedetlenség mellett ez a bejelentés olaj volt a tűzre, amely a szeptember 14-i vértelen puccsban öltött testet. Ialát letartóztatták és házi őrizet alá helyezték. Veríssimo Correia Seabra, a puccs vezetője Ialá kormányát "alkalmatlannak" nevezve kívánta igazolni a hatalomátvétel jogosságát. Szeptember 17-én Ialá nyilvánosan is lemondott, majd politikai megegyezés született arról, hogy Ialá a politikai közéletben öt évig nem vehet részt. Egy polgári átmeneti kormány vette át az ország irányítását Henrique Rosa üzletember vezetésével. A PRS új főtitkára Artur Sanhá lett még abban a hónapban.
2004. március 8-án, nem sokkal a megtartott parlamenti választás előtt, Ialá házi őrizetét feloldották. Bejelentette, hogy részt kíván venni pártja választási kampányában a közügyektől való ötéves eltiltása ellenére. A március 28-án megrendezett választáson a PRS 35 mandátumot szerzett a 100-ból, elveszítve kormányzati szerepét és második helyre szorulva a PAIGC mögött.

### Ellenzéki politikusként
A PRS annak ellenére indította Ialát a 2005 júniusában megtartott elnökválasztáson, hogy a politikai tevékenységére vonatkozó ötéves tilalom továbbra is érvényben volt. Április 11-én bejelentette indulási szándékát az Alkotmánybíróságnak, azzal érvelve, hogy a politikai megegyezés érvénytelen, mert azt magánemberként házi őrizetben kényszer alatt, és nem a hivatalában írta alá. Az Alkotmánybíróság május 10-én jóváhagyta Ialá indulását, a többi jelölt neve mellett az övé is felkerült a testület által kiadott listára; a hat bíró közül csak egy ellenezte Ialá nyilvántartásba vételét, azzal érvelve, hogy a politikai megegyezés egy nem hivatalos dokumentum volt pártfelek között, az nem kötelező érvényű. Május 15-én Ialá egyenesen azt jelentette be, hogy visszavonja lemondását, és ki szeretné tölteni mandátumának hátralévő idejét. Bár a politikai feszültséget ez a nyilatkozat növelte, következménnyel a pártviszonyok és -realitások miatt ez mégsem járt együtt. A PRS két nappal későbbi tömegtüntetését és vonulását a hatalom visszaszerzésére a rendőrség könnygázzal egyszerűen szétoszlatta.
Május végén Ialá egy felfegyverzett csoport élén megszállta az elnöki palotát négy óra erejéig a hadsereg nyilatkozata szerint, amely higgadtságra szólított fel a választások előtt. A június 19-én megtartott elnökválasztáson Ialá 25%-os eredménnyel csak a harmadik helyet szerezte meg Malam Bacai Sanhá (PAIGC) és a hazatérő João Bernardo Vieira (pártonkívüli) mögött, így nem jutott be a második fordulóba. Ialá csalást kiáltott, kijelentve, hogy valójában ő végzett az első helyen 38%-kal. A PRS szimpatizánsai összecsaptak a rendőrökkel a fővárosban, legalább négy halottat hagyva az utcákon. A három fő elnökjelölt Szenegálba utazott, ahol a felek között Abdoulaye Wade elnök közvetített a megbékélés céljából. Ennek eredményeként végül Ialá június 27-én nemzetközi sajtótájékoztatón elismerte vereségét a "béke és a demokrácia fenntartás érdekében", továbbra is azt állítva azonban, hogy győzelmét elcsalták. Hozzátette, hogy ő nem fog erőszakhoz folyamodni, s rámutatva arra, hogy két vetélytársához képest fiatalabb, megjegyezte, "holnapra már el is fognak tűnni" (valójában csak néhány évvel élte túl a 2009-ben meggyilkolt Vieirát és a 2012-ben hivatali ideje alatt szintén elhunyt Sanhát).

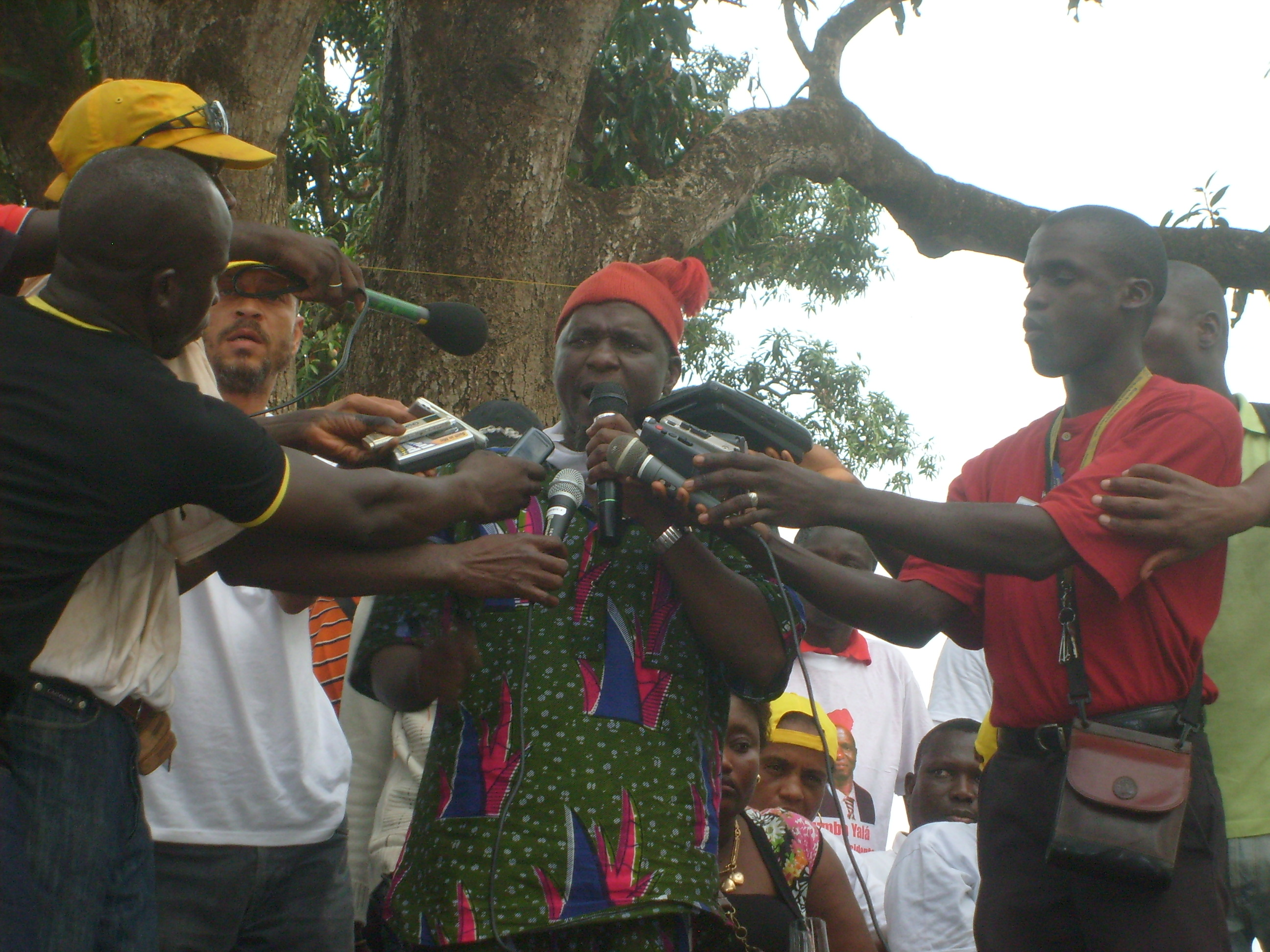
Ialá a 2009-es elnökválasztás idején

Július 2-án, általános meglepetésre, Ialá a második fordulóban Vieira támogatására szólított fel, akit beszédében az állam és a nemzeti egység "szimbólumaként" nevezett, mint azt a személyt, aki "proklamálta függetlenségünket Boe dombjain". Szerinte Vieira képes lehetett arra, hogy "megvédelmezze az ország függetlenségét a neokolonializmustól, építse a köztársaságot, garantálja a biztonságot, stabilitást és mindenek felett a nemzeti megbékélést." Annak fényében, hogy a korábbi években élesen támadta politikai ellenfelét, Ialá kiállása meglepetést keltett, a PRS támogatóinak jelentős része, de még a pártvezetésből is sokan nem értettek egyet a lépéssel. A július 24-én megtartott második fordulóban végül Vieira győzedelmeskedett, megfordítva az első forduló eredményét.
2006. október 27-én Ialá hazatért egyéves önkéntesen vállalt marokkói emigrációjából. November 12-én ismét megválasztották a PRS elnökének 70% körüli többséggel a párt harmadik rendes kongresszusán, legyőzve Alberto Nambeiát, habár egyes ellenfelei megkérdőjelezték újraválasztását. Aristides Gomes miniszterelnök kormányát illegitimnek nevezve előrehozott parlamenti választásokra szólított fel győzelmi beszédében.
2007 májusában, miután Ialá belső ellenzéke a tisztújítást megtámandó fellebbezést nyújtott be, a Bissaui Regionális Bíróság megsemmisítette a kongresszus választási eredményeit és Ialá megválasztását érvénytelennek mondta ki. 2007. augusztus 23-án a Bissau-Guineai Legfelsőbb Bíróság azonban hatályon kívül helyezte a regionális bíróság döntését és visszahelyezte Ialát a pártelnöki székbe.
Ialá nem sokkal később ismét Marokkóba utazott, valószínűleg gyógykezelés céljából, ahogy korábban is, de erről nem jelent meg hivatalos nyilatkozat. 2008. július 7-én tért haza, hogy részt vehessen a 2008 novemberében megtartott parlamenti választáson, remélve, hogy a PRS megszerezheti a képviselői helyek többségét. 2008. július 18-án Gabú városában ünnepélyes keretek között vette fel az iszlám hitet, innentől fogva a Mohamed Ialá Embaló nevet használva. Marokkói tartózkodásai alatt az arab nyelvet is kitűnően megtanulta. A novemberi választáson a PAIGC győzedelmeskedett. Ialá először ismét visszaélésekről beszélt. de később elismerte pártja vereségét és hozzátette, hogy a PRS konstruktív ellenzéki pártként kíván működni a következő törvényhozási ciklusban.
2009. március 2-án fellázadt katonák meggyilkolták Vieira elnököt. A 2009 júniusára meghirdetett elnökválasztásra a PRS Ialát indította, miután belső ellenzékének jelöltje, Baltazar Lopes Fernandes visszalépett. Ialá másodikként bejutott a második fordulóba, ahol azonban ismét legyőzte őt Malam Bacai Sanhá, a PAIGC jelöltje 63–37%-os arányban. Sanhá 2012 januárjában hivatali ideje alatt elhunyt. A 2012 márciusában megtartott elnökválasztáson a PRS jelöltje ismét Ialá volt, aki az első fordulóban a második helyet 23,36%-kal megszerezve vereséget szenvedett Carlos Gomes Júnior miniszterelnökkel szemben (PAIGC). Mivel a győztes fő kampánytémája a hadsereg korrupciótól való megtisztítása és a drogkereskedelem tranzitútvonalának felszámolása volt, egy katonai puccs lehetősége végig benne volt a levegőben. Ialá ismét csalással vádolta meg a kormánypártot, és a második forduló bojkottjára szólított fel annak ellenére, hogy bejutott. Második fordulóra végül nem került sor, a hadsereg puccsot hajtott végre, letartóztatva Carlos Gomes Júnior és az ideiglenes elnök Raimundo Pereirát is április 12-én.

## Halála
Ialá 2014. április 3–4. hajnalban szívrohamot kapott és meghalt, mindössze tíz nappal az egyidejűleg megtartott elnök- illetve parlamenti választások kezdete előtt. Személyi biztonsági főnöke, Alfredo Malu azt nyilatkozta, hogy Ialá már április 3-án este rossz közérzetéről panaszkodott. Végül április 4-én a kora reggeli órákban hunyt el szívrohama után, miután a Bra katonai kórházba szállították és ott kezelték. A kormány rendkívüli ülést hívott össze halálának hírére. Ialá nem sokkal halála előtt jelentette be visszavonulásának szándékát, miután pártja ezúttal már nem támogatta az elnökjelöltségét az esedékes elnökválasztáson.